# Tenebroides depressior
Tenebroides depressior is een keversoort uit de familie schorsknaagkevers (Trogossitidae). De wetenschappelijke naam van de soort werd in 1811 gepubliceerd door Beauvois.